# ريتشارد ماسون (مستكشف)
ريتشارد ماسون (بالإنجليزية: Richard Mason)‏ هو مستكشف بريطاني، ولد في 10 أبريل 1934 في هيستينغز في المملكة المتحدة، وتوفي في 6 سبتمبر 1961 في البرازيل.